# Либан Абди
Либан Абди Али е сомалийски футболист с норвежки паспорт, крило на Левски (София), където играе под наем от турския Ризеспор. Роден е 5 октомври 1988 г. в Бурао, Сомалия.

## Кариера
Либан Абди е роден в Бурао, Сомалия, но като дете заедно с родителите си емигрира в Норвегия. Там той заживява в квартал на Осло и завършва основното си образование. На 14-годишна възраст се мести с родителите си в Англия. Там започва да тренира футбол в школата на Шефилд Юнайтед. Не записва нито един официален мач за тима и през 2008 г. е даден под наем на унгарския Ференцварош. През 2010 г. унгарците го откупуват и Абди остава в тима до 2012 г. За 4 години престой записва 39 мача, в които вкарва 2 гола. През лятото на 2012 г. Сержио Консейсао го забелязва и го привлича в португалския Олянензе. В рамките на 16 мача се разписва 4 пъти като един от головете му е във вратата на местния гранд Порто. През сезон 2013/2014 преминава в Академика (Коимбра). Изиграва 11 двубоя без да отбележи гол и през зимата на 2014 г. е привлечен от турския Ризеспор за сумата от 500 000 евро. 
С екипа на турския отбор изиграва 13 мача, в които бележи веднъж срещу отбора на Газиантепспор. През зимата на 2015 г. е даден под наем на българския Левски София заради ограничения в бройката на чужденци, която турските отбори трябва за използват в мачовете си от първенството.
Няколко пъти отказва повиквателна от националния отбор на Сомалия изтъквайки, че иска да получи такава от страна на Норвегия – страната, в която Абди прекарва голяма част от детството си.